# 年鑑
年鑑（ねんかん、英語: almanac、アルマナック）とは、年刊の書籍。
ある特定の事柄や分野における一年間の展望や調査結果、統計などを収録して刊行される。
刊行元は中央省庁（日本統計年鑑、ザ・ワールド・ファクトブック）や出版社（ジェーン海軍年鑑）、マスメディア（読売年鑑、朝日年鑑、毎日年鑑、時事年鑑）など。
英語圏での総合的な年鑑の嚆矢は、1869年創刊のホイッティカー年鑑（英国）や1868年創刊のワールド・アルマナック（米国）とされる。
アメリカの学校では卒業アルバムに相当するものを年鑑（イヤーブック）として作成される。日本の卒業アルバムと違うところは、その年に在校、在学している全員を対象にしたものである点である。